# Ringer-Kadettenweltmeisterschaften 2011
Die Ringer-Kadettenweltmeisterschaften 2011 fanden im August 2011 in Szombathely, Ungarn statt.

## Kadetten, griechisch-römisch

### Ergebnisse
| Klasse  | Gold                | Silber              | Bronze                                      |
| ------- | ------------------- | ------------------- | ------------------------------------------- |
| -42 kg  | Ramas Soidse        | Arif Mirsajew       | Artur Simonjan Artur Politajew              |
| -46 kg  | Reza Khedri         | Albert Wardanjan    | Karim Jafarow Zoltán Lévai                  |
| -50 kg  | Mirambek Ainagulow  | Murat Basarow       | Kenchiro Fumita Saeid Gordi                 |
| -54 kg  | Ramin Taherisartang | Wladimir Adamjan    | Karen Aslanjan Abylaj Karpizhan             |
| -58 kg  | Elman Muchtarow     | Muchamed Esmirsajew | Konstantin Dsiwatschenko Arslan Oraschew    |
| -63 kg  | Payani Bouyeri      | Michel Daher        | Asker Orschokdugow Armen Hakobjan           |
| -69 kg  | Denis Kudla         | Oguzhan Sarisoy     | Sargis Chotscharjan Ismail Ergan            |
| -76 kg  | Ilham Umajew        | Atanas Jentschew    | Lascha Gobadse Muchamed Kogotyschew         |
| -85 kg  | Elias Kuosmanen     | Zsolt Török         | Kevin Mejia Castillo Ulujugbek Alihodjajew  |
| -100 kg | Soslan Tuskajew     | Surabi Gedechauri   | Amir Zarinchegeni Chadschimurad Tschopsijew |

### Medaillenspiegel
| Rang | Land          | Gold | Silber | Bronze |
| ---- | ------------- | ---- | ------ | ------ |
| 1    | Iran          | 3    | 0      | 2      |
| 2    | Russland      | 2    | 2      | 2      |
| 3    | Aserbaidschan | 1    | 2      | 2      |
| 4    | Georgien      | 1    | 1      | 1      |
|      | Kasachstan    | 1    | 1      | 1      |
| 6    | Deutschland   | 1    | 0      | 0      |
|      | Finnland      | 1    | 0      | 0      |
| 8    | Ungarn        | 0    | 2      | 1      |
| 9    | Armenien      | 0    | 1      | 4      |
| 10   | Türkei        | 0    | 1      | 1      |
| 11   | Ukraine       | 0    | 0      | 1      |
|      | Usbekistan    | 0    | 0      | 1      |
|      | Japan         | 0    | 0      | 1      |
|      | Turkmenistan  | 0    | 0      | 1      |
|      | Belarus       | 0    | 0      | 1      |
|      | Honduras      | 0    | 0      | 1      |

## Kadetten, freier Stil

### Ergebnisse
| Klasse  | Gold                        | Silber                          | Bronze                                |
| ------- | --------------------------- | ------------------------------- | ------------------------------------- |
| -42 kg  | Sajur Ugujew                | Asamat Toibek                   | Kadyan Mangal Mihai Cazac             |
| -46 kg  | Wladimir Kudrin             | Emre Demircan                   | Keisuke Otoguro Younes Sarmastidzaji  |
| -50 kg  | Gadschimurad Raschidow      | Hassan Yazdani                  | Thakur Devi Singh Rinya Nakamura      |
| -54 kg  | Sultan Nasrullajew          | Bajrang Balwan Singh            | Schota Phartenadse Daichi Takatani    |
| -58 kg  | Ashid Prahlad Singh         | Huseyn Schachbanow              | Pejman Yarahmadi Eltschin Mammadow    |
| -63 kg  | Mehran Babaei               | Kazbek Taschijew                | Surrender Parveen Singh Ilijas Zhumaj |
| -69 kg  | Magomedgadzhi Imanschapijew | Dinesh Kumar Singh              | Asamat Dajuletbekow Rustam Dsafarjan  |
| -76 kg  | Elchan Assadow              | Alireza Mohammad Karimimachiani | Giorgi Tschchartischwili Artem Umarow |
| -85 kg  | Hatam Aliakbarzadeh         | Aslan Bibulatow                 | Parwiz Achundow Sam Brooks            |
| -100 kg | Adam Coon                   | Geno Petriaschwili              | Mojtaba Moradi Inal Tasew             |

### Medaillenspiegel
| Rang | Land               | Gold | Silber | Bronze |
| ---- | ------------------ | ---- | ------ | ------ |
| 1    | Russland           | 3    | 3      | 2      |
| 2    | Iran               | 2    | 2      | 3      |
| 3    | Kasachstan         | 2    | 1      | 2      |
| 4    | Indien             | 1    | 2      | 3      |
| 5    | Aserbaidschan      | 1    | 0      | 2      |
| 6    | Vereinigte Staaten | 1    | 0      | 1      |
| 7    | Georgien           | 0    | 1      | 2      |
| 8    | Türkei             | 0    | 1      | 0      |
| 9    | Japan              | 0    | 0      | 3      |
| 10   | Ukraine            | 0    | 0      | 1      |
|      | Moldau             | 0    | 0      | 1      |

## Kadettinnen, freier Stil

### Ergebnisse
| Klasse | Gold                 | Silber                        | Bronze                                         |
| ------ | -------------------- | ----------------------------- | ---------------------------------------------- |
| -38 kg | Nadeschda Sokolowa   | Tsogt-Otschiryn Namuuntsetseg | Sahila Alachbarowa Swetlana Ankitschewa        |
| -40 kg | Maria Georgijewa     | Marina Doi                    | Ajuna Munkujewa Evin Demirhan                  |
| -43 kg | Maria Kozarewa       | Ilona Semkiw                  | Weronika Sikora Rina Okuno                     |
| -46 kg | Hayley Aguello       | Sachi Katagiri                | Anastasia Stepanowa Ritu                       |
| -49 kg | Yu Miyahara          | Iulia Leorda                  | Assunta Persico Anzhelika Wetoschkina          |
| -52 kg | Risako Kawai         | Altantsetsegiin Battsetseg    | Petra Olli Lalita                              |
| -56 kg | Yui Sakano           | Pooja Dhanda                  | Ekaterina Mjagkowa Tatjana Kit                 |
| -60 kg | Ekaterina Larijonowa | Hanna Uroda                   | Sücheegiin Tserentschimed Krystina Fedoraschko |
| -65 kg | Masako Furuichi      | Natalja Masur                 | Ekaterina Baladanowa Bürneebaataryn Njamgerel  |
| -70 kg | Zsanett Németh       | Karyna Stankowa               | Martina Kuenz Anzhela Katajewa                 |

### Medaillenspiegel
| Rang | Land               | Gold | Silber | Bronze |
| ---- | ------------------ | ---- | ------ | ------ |
| 1    | Japan              | 4    | 1      | 1      |
| 2    | Russland           | 2    | 0      | 6      |
| 3    | Vereinigte Staaten | 1    | 1      | 0      |
| 4    | Kasachstan         | 1    | 0      | 1      |
| 5    | Ungarn             | 1    | 0      | 0      |
|      | Bulgarien          | 1    | 0      | 0      |
| 7    | Ukraine            | 0    | 4      | 1      |
| 8    | Mongolei           | 0    | 2      | 2      |
| 9    | Indien             | 0    | 1      | 2      |
| 10   | Moldau             | 0    | 1      | 0      |
| 11   | Türkei             | 0    | 0      | 1      |
|      | Aserbaidschan      | 0    | 0      | 1      |
|      | Italien            | 0    | 0      | 1      |
|      | Finnland           | 0    | 0      | 1      |
|      | Belarus            | 0    | 0      | 1      |
|      | Polen              | 0    | 0      | 1      |
|      | Österreich         | 0    | 0      | 1      |